# Amélia (São Tomé)
Amélia é uma aldeia de São Tomé e Príncipe, localiza-se no distrito de Mé-Zóchi, ilha de São Tomé, próxima às localidades de Favorita, Vitória Quilemba e Lemos. 